# 김민규 (1999년)
김민규(金玟圭, 1999년 11월 25일~)는 대한민국의 축구 선수로 현재 인도네시아 리가 2의 스멘 파당에서 임대 선수로 뛰고 있으며 원 소속팀은 말레이시아 슈퍼리그의 클란탄 FA이다.

## 어린 시절
경기도 안산시 출생으로 안산화랑초등학교, 평택신한중학교, 포항제철고등학교를 거쳤다.